# Notoraja
Notoraja is een geslacht van kraakbeenvissen uit de familie van de langstaartroggen (Arhynchobatidae).

## Soorten
- Notoraja alisae  Séret & Last, 2012
- Notoraja azurea  McEachran & Last, 2008
- Notoraja fijiensis  Séret & Last, 2012
- Notoraja hesperindica  Weigmann, Séret & Stehmann, 2021
- Notoraja hirticauda  Last & McEachran, 2006
- Notoraja inusitata  Séret & Last, 2012
- Notoraja lira  McEachran & Last, 2008
- Notoraja longiventralis  Séret & Last, 2012
- Notoraja martinezi  Concha, Ebert & Long, 2016
- Notoraja ochroderma  McEachran & Last, 1994
- Notoraja sapphira  Séret & Last, 2009
- Notoraja sereti  White, Last & mana, 2017
- Notoraja sticta  McEachran & Last, 2008
- Notoraja tobitukai  (Hiyama, 1940)
- Notoraja yurii  Dolganov, 2021